# Rebeldes (album)
Rebeldes è l'album di debutto del gruppo musicale pop brasiliano Rebeldes da telenovela brasiliana Rebelde.
Oggi, l'album ha la vendita totale di 240 000 copie in tutto il Brasile.

## Lista dei canzoni
1. Do Jeito Que Eu Sou (Di Ferrero, Gee Rocha, Rick Bonadio) - 3:17
2. O Amor Está em Jogo (Di Ferrero, Gee Rocha, Rick Bonadio) - 3:32
3. Quando Estou do Seu Lado (Di Ferrero, Gee Rocha, Rick Bonadio) - 4:03
4. Livre Pra Viver (Di Ferrero, Gee Rocha, Rick Bonadio) - 3:23
5. Outra Frequência (Di Ferrero, Gee Rocha, Rick Bonadio) - 3:21
6. Como um Rockstar (Di Ferrero, Gee Rocha, Rick Bonadio) - 3:28
7. Rebelde Para Sempre (Di Ferrero, Gee Rocha, Rick Bonadio) - 3:10
8. Juntos Até o Fim (Di Ferrero, Gee Rocha, Rick Bonadio) - 3:56
9. Tchau Pra Você (Di Ferrero, Gee Rocha, Rick Bonadio) - 3:16
10. Um Dia de Cada Vez (Di Ferrero, Gee Rocha, Rick Bonadio) - 3:06
11. Depois da Chuva (Di Ferrero, Gee Rocha, Rick Bonadio) - 3:48
12. Só Pro Meu Prazer (Leoni, Fabiana Kherlakian) - 3:43
13. Ponto Fraco (Di Ferrero, Gee Rocha, Rick Bonadio) - 3:41
14. Você É o Melhor Pra Mim (Rick Bonadio, Eric Silver, Cris Morena) - 3:03

### Bonus track
1. Do Jeito Que Eu Sou (Di Ferrero, Gee Rocha, Rick Bonadio) (versione acustica) - 3:17

## Formazione
- Sophia Abrahão
- Micael Borges
- Lua Blanco
- Arthur Aguiar
- Mel Fronckowiak
- Chay Suede